# Peczerska silska rada
Peczerski sielska rada – organ samorządu terytorialnego na Ukrainie w obwodzie winnickim w północnej części rejonu tulczyńskiego z ośrodkiem administracyjnym we wsi Peczera.
Gminą partnerską peczerskiej sielskiej rady jest gmina Malanów leżąca w Polsce w województwie wielkopolskim.

## Miasta partnerskie
- gmina Malanów